# أرت هيرمان
أرت هيرمان (بالإنجليزية: Art Herman)‏ هو لاعب كرة قاعدة أمريكي، ولد في 11 مايو 1871 في لويفيل في الولايات المتحدة، وتوفي في 20 سبتمبر 1955 في لوس أنجلوس في الولايات المتحدة.

## وصلات خارجية
- أرت هيرمان على موقعبيزبول رفرنس.كوم (الدوري الرئيسي) (الإنجليزية)
- أرت هيرمان على موقعبيزبول رفرنس.كوم (الدوري الثانوي) (الإنجليزية)